# مجمع الصالحية
مجمع الصالحية هو مجمع تجاري ضخم يقع في دولة الكويت في منطقة الصالحية، ومن هنا جاءت تسمية المجمع التجاري. وهو أول مجمع متعدد ومختص في مجال التجزئة والترفيه في منطقة دول مجلس التعاون الخليجي. وتقدم المحال المختلفة والمنتشرة في أدوار المجمع الثلاثة الأولى أفخر الماركات الكلاسيكية ويعلوها أربعة طبقات من المكاتب. ومجمع الصالحية التجاري يكمله ثلاثة مرافق مجاورة له هي فندق جي دبليو ماريوت و برج السحاب للمكاتب .

## انظر ايضاً
- قائمة مراكز التسوق في الكويت